# 고야우라역
고야우라역(일본어: 小屋浦駅)은 일본 히로시마현 아키 군 사카정에 위치한 서일본 여객철도 구레선의 철도역이다. 상대식 승강장 2면 2선의 구조를 갖춘 지상역이다.

## 타는 곳
| 1 | ■ 구레 선 | 상행 | 구레 · 다케하라 방면       |
| 2 | ■ 구레 선 | 하행 | 가이타이치 · 히로시마 방면 |

## 역 주변
- 국도 제31호선
- 사카 정청 고야우라 출장소

## 역사
- 1914년 5월 1일 : 구레 선의 덴노 역 - 사카 역 간에 신설 개업.
- 1949년 6월 25일 : 전용선 발착 차급 화물의 취급 개시.
- 1965년 10월 1일 : 화물 취급 폐지.
- 1987년 4월 1일 : 일본국유철도 분할 민영화에 의해, 서일본 여객철도가 승계.
- (시기 불명) : JR 서일본 히로시마 멘텍에 의해 업무위탁역이 되다.
- 1999년 3월 13일 : 2대째 역사 완성.
- 2007년
  - 6월 23일 : ICOCA 대응 간이형 자동 개찰기를 설치.
  - 9월 1일 : ICOCA 도입.
- 2015년 3월 14일 : 창구의 영업 시간 변경. 창구 폐쇄 시간대가 일부 변경되었다.

## 인접 역
| 서일본 여객철도 구레선    | 서일본 여객철도 구레선 | 서일본 여객철도 구레선              |
| ------------------------- | ---------------------- | ----------------------------------- |
| 구레 포트피어 미하라 방면 | ■ 구레 선              | 미즈시리 가이타이치 · 히로시마 방면 |